# Stéphanie Blanchoud
Stéphanie Blanchoud est une actrice, chanteuse, auteure dramatique et metteuse en scène belge et suisse, née le 26 septembre 1981 à Uccle.

## Biographie

### Jeunesse et formations
Stéphanie Blanchoud est née le 26 septembre 1981 à Uccle, d'une mère  belge et d'un père suisse romand. Elle passe son enfance à Blonay, canton de Vaud.
Elle obtient le premier prix au Conservatoire royal de Bruxelles en juin 2003, où elle suit les cours d'art dramatique et de déclamation.
En 2016, elle vient chanter au Paléo Festival  Nyon.
En 2017, elle est metteuse en scène et actrice dans la pièce  Jackson Bay

## Filmographie

### Cinéma
- 2009 : La Régate de Bernard Bellefroid : Laetitia
- 2015 : La Vanité de Lionel Baier
- 2015 : Je suis un soldat de Laurent Larivière : la cliente déçue
- 2022 : La Ligne d'Ursula Meier : Margaret (également scénariste)

### Télévision

#### Séries télévisées
- 2016 : Ennemi public - Saison 1 : Chloé Muller (10 épisodes)
- 2018 : Ondes de choc (1er épisode : Journal de ma tête) d'Ursula Meier : Maître Rayet, l'avocate de Benjamin Feller
- 2019 : Ennemi public - Saison 2 : Chloé Muller (10 épisodes)

## Théâtre

### Comédienne
- 2003 : Les Fourberies de Scapin de Molière, mise en scène de Pierre Fox
- 2003 : Cyrano de Bergerac d'Edmond Rostand, mise en scène de Jean-Claude Idée
- 2006 : Dans tes bras de Stéphanie Blanchoud, mise en scène de Diane Fourdrignier
- 2007 : Candide de Voltaire, mise en scène de Jean-Claude Idée
- 2008 : La Folle Aventure de Christian Bobin
- 2009 : T'appartenir de Stéphanie Blanchoud et Claude Enuset, mise en scène de Stéphanie Blanchoud et Claude Enuset
- 2009 : Biographie de la faim d'Amélie Nothomb, mise en scène de Christine Delmotte
- 2011 : Cinq filles couleur pêche d'Allan Ball, mise en scène de Christine Delmotte
- 2011 : Timing de Stéphanie Blanchoud, mise en scène de Stéphanie Blanchoud
- 2013 : Le Sabotage amoureux d'Amélie Nothomb, mise en scène de Christine Delmotte
- 2015 : L'Œuvre au noir de Marguerite Yourcenar, mise en scène de Christine Delmotte
- 2017 : Je suis un poids plume de Stéphanie Blanchoud, mise en scène de Daphné d'Heur, publié aux éditions Lansman, 2017

### Dramaturge
- 2006 : Dans tes bras, mise en scène de Diane Fourdrignier
- 2009 : T'appartenir de Stéphanie Blanchoud et Claude Enuset, mise en scène de Stéphanie Blanchoud et Claude Enuset
- 2011 : Timing, mise en scène de Stéphanie Blanchoud
- 2017 : Je suis un poids plume, mise en scène de Daphné d'Heur

## Discographie
- 2005 : À cœur ouvert[3] (label Talkieo)
- 2009 : Insomnies[3] (label Pico Grande Productions)
- 2012 : Blanche (sous le nom de Blanche)
- 2015 : Les Beaux Jours[3] (label Cricket Hill Music)
- 2021 : Ritournelle